# Michelle Fields
Michelle Fields (nacida el 10 de enero de 1988) es una periodista política estadounidense que anteriormente escribió para The Huffington Post, fue reportera de Breitbart News y colaboradora de Fox News. Después de graduarse de la universidad, Fields fue contratada como reportera en The Daily Caller . Más tarde se convirtió en corresponsal de PJ Media . Fields es una antigua panelista del programa Cashin 'In de Fox News . En 2016, Fields acusó al director de campaña de Donald Trump, Corey Lewandowski, de agarrarla del brazo en una conferencia de prensa. En ese momento, Fields era reportera de Breitbart, pero renunció a su puesto en marzo de 2016, debido a que la organización manejó el incidente de Lewandowski.

## Primeros años
Fields se crio en el área de Los Ángeles, y fue al instituto de Calabasas (California). Fields es de ascendencia hondureña, y es la hija del cineasta Greg Campos.
Estudió ciencias políticas en la Universidad de Pepperdine y se graduó en 2011. Se desempeñó como presidenta  Students For Liberty, una organización estudiantil libertaria.

## Carrera de periodismo

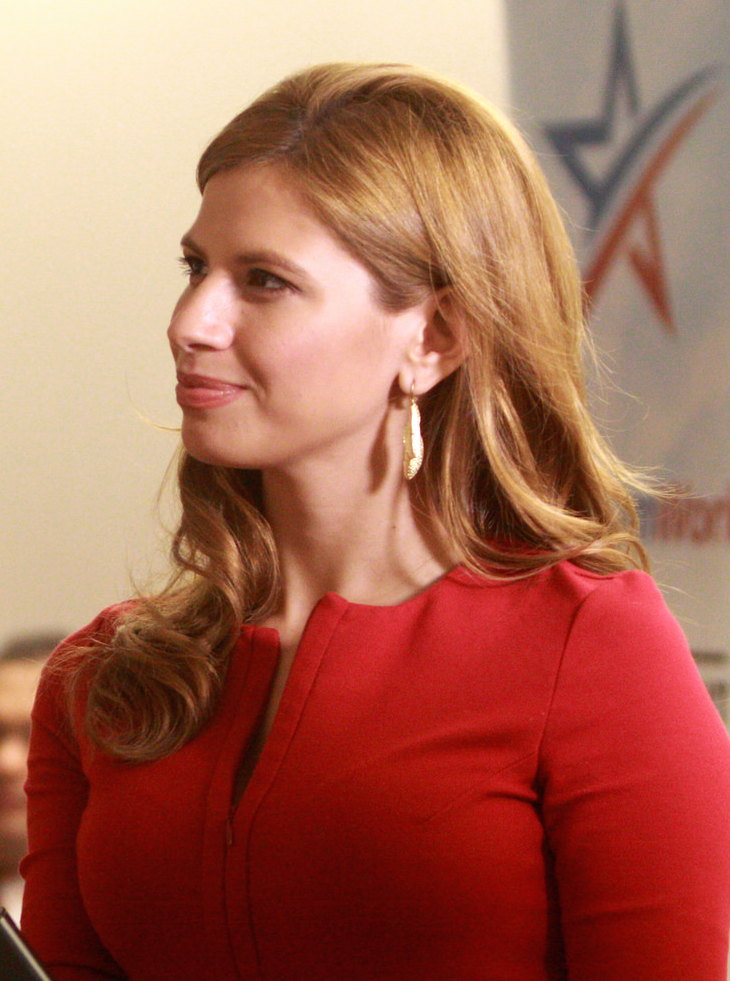
Fields en la Convención Nacional de Jóvenes Estadounidenses por la Libertad en la Universidad George Mason en Arlington, Virginia.

Al graduarse de la Universidad de Pepperdine en 2011, Fields ganó la atención nacional después de tener un enfrentamiento con el actor Matt Damon sobre la reforma de la permanencia de los maestros. Fields filma y edita sus videos con un estilo de periodismo ciudadano.
Fields ha aparecido en CNBC, Sky News, Fox News, Hannity, The O'Reilly Factor, Fox and Friends First, Your World with Neil Cavuto, America's Newsroom, Fox and Friends, America Live con Megyn Kelly, Stossel y Red Eye w / Greg Gutfeld . Fields se presentó en Details Magazine como una de "la nueva ola de los expertos políticos".
Fields más tarde se convirtió en corresponsal de PJ Media .
En 2012, Fields dio una charla TEDx sobre su carrera y el futuro del periodismo en Internet. En 2015, The Hill la nombró una de las 50 personas más bellas de Washington D. C.
En septiembre de 2014, Fields se convirtió en colaboradora de Fox News .
En mayo de 2016, Fields se convirtió en reportera de The Huffington Post . Publicó un libro, Barons of the Beltway: Inside the Princely World of our Washington Elite, en junio de 2016. El libro se editó rápidamente cerca del momento de su publicación para incluir un recuento del incidente de Fields relacionado con la campaña de Trump.
Fields es una ex panelista del programa Cashin 'In de Fox News .

### Acusaciones contra Corey Lewandowski
Fields presentó un informe policial ante el Departamento de Policía de Júpiter el 11 de marzo, alegando agresión simple. Fields renunció a Breitbart News el 13 de marzo de 2016, citando el manejo del asunto por parte de la organización. El 29 de marzo de 2016, Lewandowski fue acusado de agresión simple por el Departamento de Policía de Júpiter y se entregó.
El 14 de abril, el fiscal estatal del condado de Palm Beach , Dave Aronberg, presentó documentos judiciales en los que decía que su oficina no procesaría a Lewandowski. Los fiscales determinaron que "existía una causa probable para realizar un arresto" y "los hechos respaldan la alegación de que el Sr. Lewandowski agarró el brazo de la Sra. Fields en contra de su voluntad", pero que "las pruebas no pueden probar todos los elementos legalmente requeridos del delito alegado, y es insuficiente para sustentar un proceso penal ".

## Vida personal
Fields se comprometió con Jamie Weinstein, editor sénior de The Daily Caller, a fines de mayo de 2016. Se casaron el 24 de junio de 2017